# هانتز هال
هانتز هال (انگلیسی: Huntz Hall; ۱۵ اوت ۱۹۲۰ – ۳۰ ژانویهٔ ۱۹۹۹) هنرپیشه اهل ایالات متحده آمریکا بود.
از فیلم‌ها یا برنامه‌های تلویزیونی که وی در آن نقش داشته‌است می‌توان به والنتینو، فرشتگانی با چهره‌های کثیف، بن‌بست، زبر و زرنگ‌ها و مدرسه جنایت اشاره کرد.